# Соков, Василий Сергеевич
Василий Сергеевич Соков (1892—1957) — генерал-майор Советской Армии, участник Первой мировой, Гражданской и Великой Отечественной войн.

## Биография
Василий Сергеевич Соков родился 26 января 1892 года в городе Санкт-Петербурге. В 1909 году поступил на службу в Российскую императорскую армию. В 1912 году окончил Николаевское инженерное училище, после чего служил в сапёрных частях. Участвовал в Первой мировой войне, дослужился до чина штабс-капитана. В декабре 1917 года поступил на учёбу в Инженерную академию. После создания Рабоче-Крестьянской Красной Армии добровольцем поступил на службу в неё. Участвовал в Гражданской войне. В 1921 году окончил Военно-инженерную академию, после чего на протяжении многих лет, вплоть до самой смерти, преподавал в ней же. Одновременно окончил архитектурный факультет Академии художеств СССР. С 1927 года возглавлял кафедру начертательной геометрии и графики Военно-инженерной академии, а с 1932 года — кафедру аэродромного строительства, кафедру войскового строительства.
Опубликовал большое количество научных работ в области военно-инженерного дела, первую из которых ещё во время Первой мировой войны. Особый интерес представляла для него теория и практика аэродромного строительства. Большое внимание уделял изучению и внедрению в учебный процесс опыта боевых действий, особенно проявив себя в годы Великой Отечественной войны. Во время битвы за Москву активно участвовал в укреплении стратегической обороны столицы, разработке планов минирования важнейших объектов Москве, причём, несмотря на солидный возраст и слабое состояние здоровья, на протяжении месяца возглавлял работу сапёрной команды по минированию. С 1943 года и вплоть до окончания войны исполнял должность заместителя по учебной и научной работе начальника Военно-инженерной академии имени В. В. Куйбышева.
В послевоенное время продолжал работу в академии. В 1947—1948 годах был заместителем председателя Военно-инженерной экспертной комиссии при Министерстве высшего образования СССР. Скончался 21 октября 1957 года, похоронен на Новодевичьем кладбище Москвы.

## Награды
- Орден Ленина (21 февраля 1945 года);
- 2 ордена Красного Знамени (3 ноября 1944 года, 24 июня 1948 года);
- Орден Красной Звезды (20 июня 1944 года);
- Орден «Знак Почёта» (27 апреля 1942 года);
- Медаль «За оборону Москвы» и другие медали.